# Akira Yamagishi
Akira Yamagishi (japanisch 山岸 章, Yamagishi Akira; geboren 18. Juli 1929 in Osaka; gestorben 10. April 2016) war nach dem Zweiten Weltkrieg ein einflussreicher japanischer Gewerkschaftsführer.

## Leben und Wirken
Akira Yamagishi schloss 1948 eine Ausbildung am „Kanazawa Institute of Communication“ (金沢逓信講習所, Kanazawa teishin kōshū sho) ab und wurde Mitarbeiter der Post. Er trat der „All Nippon Telegraph and Telephone Workers Union“ (全逓信労働組合, Zen teishin rōdō kumiai) – kurz „Zentei“ (全逓) – bei und entwickelte sich zu einem Aktivisten in der „Demokratischen Liga“ (民主化同盟, Minshuka dōmei). 1949 wurde er als hauptamtliches Gewerkschaftsmitglied tätig und wurde Generalsekretär im „All-Transportation Toyama District Headquarters“ (富山県支部, Toyama-ken shibu).
1950 wurde Yamagishi Mitglied der „National Telecommunications Workers' Union“ (全国電気通信労働組合, Zenkoku denki tsūshin rōdō kumiai), – kurz „Zendentsū“ (全電通), als diese gegründet wurde. Anschließend war er Mitglied des zentralen Exekutivausschusses, Generalsekretär und dann 1982 8. Vorsitzender. Er bemühte sich um den Zusammenschluss der Gewerkschaften des öffentlichen und privaten Sektors, und als dies gelungen war, wurde er im November 1989 der erste Präsident des Zusammenschlusses, der RENGO (連合). Seine Devise war „Han jimin, hi kyōsan“ (反自民,非共産) – „Gegen die Liberalen, ohne Kommunismus“. 1993 wurde er für eine dritte Amtszeit gewählt, von der er im Oktober 1994 zurücktrat.
Yamagishi war auch in der politischen Welt einflussreich und trug dazu bei, liberale Kräfte wie die Sozialistische Partei Japans um sich zu sammeln. Er galt als einer der Architekten des Kabinetts der Hosokawa-Koalition, das im August 1993 gebildet wurde.